# Marizete de Paula Rezende
Marizete de Paula Rezende (São Francisco de Goiás, 14 de dezembro de 1974) é uma maratonista brasileira.
A campeã da Corrida de São Silvestre de 2002  só entrou nas competições de atletismo aos 20 anos de idade, incentivada por um técnico goiano. Antes disso, Marizete havia trabalhado como secretária, babá e recepcionista.
A coroação da carreira viria oito anos depois, com o triunfo na Avenida Paulista e a bandeira brasileira nas mãos. No segundo lugar chegou Adriana Souza e a terceira posição foi de Maria Zeferina Baldaia.